# Солдатенко, Ростислав Азарович
Ростисла́в Аза́рович Солдате́нко (род. 25 мая 1997, Владикавказ) — российский футболист, вратарь московского «Торпедо».

## Клубная карьера
Родился во Владикавказе.
В 2004 году начал заниматься футболом в школе «Алании». 
25 мая 2013 года провёл единственный матч за молодёжную команду «Алании», выйдя в гостевой игре против московского «Спартака» при счёте 0:3 на 85-й минуте. 
Летом 2014 года перешёл в «Нефтехимик», однако не провел за клуб ни одного матча на профессиональном уровне. 
1 сентября 2014 года пополнил состав клуба «ТСК-Таврия». В декабре 2014 года клубу было запрещено участвовать в российских соревнованиях и он выступал чемпионате и Кубке КФС. 
Летом 2015 года вернулся в «Нефтехимик». 8 октября 2015 в матче первенства ПФЛ против кировского «Динамо» дебютировал в профессиональном футболе, выйдя на 71-й минуте. 
22 февраля 2016 года подписал контракт с ростовским СКА. 30 октября 2016 года забил гол ударом от ворот, принеся победу команде в матче с «Чайкой» (1:0). 
В феврале 2018 года перешёл в петербургское «Динамо». 6 мая 2018 года в матче против «Балтики» дебютировал в первенстве ФНЛ.
15 июня 2018 года после перебазирования «Динамо» в «Сочи» подписал контракт с новым клубом. В сезоне 2018/19 стал серебряным призёром первенства ФНЛ. 
13 июля 2019 года на правах аренды пополнил состав клуба «Алания». В сезоне 2019/20 с командой стал серебряным призёром первенства ПФЛ (зона «Юг»).
5 августа 2020 года подписал полноценный контракт с «Аланией». 
По итогам сезона 2020/21 с клубом занял 4-е место в лиге, но не сыграл стыковые матчи за выход в РПЛ из-за проблем с лицензированием стадиона. Также был признан лучшим вратарем сезона за 17 «сухих» матчей из 40. 
20 апреля 2022 года в матче 1/4 финала Кубка России против петербургского «Зенита» в серии послематчевых пенальти забил первый гол и отразил два удара, принеся победу «Алании».
В сезоне 2022/23 с командой стал бронзовым призёром Первой лиги, однако вновь не участвовал в стыковых матчах из-за проблем со стадионом.
21 февраля 2025 года пополнил состав новороссийского «Черноморца». В сезоне 2024/25 с клубом стал бронзовым призёром Первой лиги.
20 июня 2025 года был куплен московским «Торпедо».

## Карьера в сборной
В период с сентября 2012 года по февраль 2013 года выступал за сборную России (до 16 лет), проведя в ее составе 4 матча и пропустив 1 гол.

## Статистика выступлений
| Выступление          | Выступление      | Выступление      | Лига | Лига   | Кубки | Кубки | Итого | Итого |
| Клуб                 | Лига             | Сезон            | Игры | Голы   | Игры  | Голы  | Игры  | Голы  |
| -------------------- | ---------------- | ---------------- | ---- | ------ | ----- | ----- | ----- | ----- |
| Нефтехимик           | ПФЛ              | 2015/16          | 1    | 0      | 0     | 0     | 1     | 0     |
| Нефтехимик           | Итого            | Итого            | 1    | 0      | 0     | 0     | 1     | 0     |
| СКА (Ростов-на-Дону) | ПФЛ              | 2015/16          | 9    | −4     | 0     | 0     | 9     | -4    |
| СКА (Ростов-на-Дону) | ПФЛ              | 2016/17          | 26   | −29/1  | 1     | −2    | 27    | -31   |
| СКА (Ростов-на-Дону) | ПФЛ              | 2017/18          | 18   | −19    | 0     | 0     | 18    | -19   |
| СКА (Ростов-на-Дону) | Итого            | Итого            | 53   | −52/1  | 1     | −2    | 54    | -54   |
| Динамо (СПб)         | ФНЛ              | 2017/18          | 2    | −3     | 0     | 0     | 2     | -3    |
| Динамо (СПб)         | Итого            | Итого            | 2    | −3     | 0     | 0     | 2     | -3    |
| Сочи                 | ФНЛ              | 2018/19          | 3    | −3     | 1     | −2    | 4     | -5    |
| Сочи                 | Итого            | Итого            | 3    | −3     | 1     | −2    | 4     | -5    |
| → Алания             | ПФЛ              | 2019/20          | 15   | −7     | 5     | −6    | 20    | -13   |
| → Алания             | Итого            | Итого            | 15   | −7     | 5     | −6    | 20    | -13   |
| Алания               | ФНЛ              | 2020/21          | 40   | −36    | 1     | −2    | 41    | -38   |
| Алания               | Первый дивизион  | 2021/22          | 28   | −34    | 4     | −5    | 32    | -39   |
| Алания               | Первая лига      | 2022/23          | 33   | −34    | 0     | 0     | 33    | -34   |
| Алания               | Первая лига      | 2023/24          | 30   | −41    | 0     | 0     | 30    | -41   |
| Алания               | Первая лига      | 2024/25          | 20   | −21    | 0     | 0     | 20    | -21   |
| Алания               | Итого            | Итого            | 151  | −166   | 5     | −7    | 156   | -173  |
| Черноморец           | Первая лига      | 2024/25          | 13   | −7     | 0     | 0     | 13    | -7    |
| Черноморец           | Итого            | Итого            | 13   | −7     | 0     | 0     | 13    | -7    |
| Торпедо (Москва)     | Первая лига      | 2025/26          | 3    | −2     | 0     | 0     | 3     | -2    |
| Торпедо (Москва)     | Итого            | Итого            | 3    | −2     | 0     | 0     | 3     | -2    |
| Всего за карьеру     | Всего за карьеру | Всего за карьеру | 241  | −240/1 | 12    | −17   | 253   | -257  |

## Достижения
«Сочи»
- Серебряный призёр ФНЛ: 2018/19

«Алания»
- Серебряный призёр ПФЛ (зона «Юг»): 2019/20
- Бронзовый призёр Первой лиги: 2022/23

«Черноморец»
- Бронзовый призёр Первой лиги: 2024/25